# خوان رامون كونيغ
خوان رامون كونيغ (بالإسبانية: Juan Ramón Koenig)‏ هو رياضياتي بيروفي، ولد في 1623، وتوفي في 19 يوليو 1709.